# Zones foraines de Lausanne
Les Zones foraines de Lausanne sont un quartier de la ville de Lausanne, en Suisse. Comme son nom l'indique, ce quartier est situé hors de la zone urbaine de la ville. Il comporte de grandes surfaces boisées.

## Démographie
Avec une population, en 2017, de 4 081 habitants, dont 1 540 étrangers (37,7%), le quartier des Zones foraines abrite 3% de la population lausannoise. 

## Secteurs et localités
Les Zones foraines recouvrent 2 313,7 ha, ce qui correspond à 56% de la surface de la commune, et regroupent les secteurs suivants, :
| Secteur          | Localités                                           | Surface (ha) | Nombre d'habitants |
| ---------------- | --------------------------------------------------- | ------------ | ------------------ |
| Les Râpes (9010) | Le Chalet-à-Gobet, Montblesson, Vers-chez-les-Blanc | 566,5        | 3 679              |
| Montheron (9020) | Montheron                                           | 1 301,5      | 160                |
| Vernand (9030)   | Vernand-Dessus, Vernand-Dessous                     | 440,2        | 536                |

## Délimitation
Le secteur de Vernand est une exclave constituée des localités de Vernand-Dessus et de Vernand-Dessous. Il est entouré des communes de Cheseaux-sur-Lausanne, Crissier, Jouxtens-Mézery, Le Mont-sur-Lausanne, Morrens et Romanel-sur-Lausanne.
Les deux autres secteurs se trouvent au nord-est de la ville ; ils sont délimités au sud-ouest par les quartiers de Sallaz/Vennes/Séchaud et de Chailly/Rovéréaz et par la commune d'Épalinges, à l'ouest par les communes du Mont-sur-Lausanne et de Cugy, au nord par les communes de Bretigny-sur-Morrens, de Bottens, de Froideville et de Montpreveyres et à l'est par les communes de Savigny et de Pully,.
Le point culminant du quartier, qui est également celui de la ville, est situé à la Montagne du Château, à une altitude de 929 m.

## Transports publics
- Transports publics de la région lausannoise : lignes 45, 62, 64 (secteurs des Râpes et de Montheron)
- CarPostal : 435 (secteur des Râpes)
- Chemin de fer Lausanne-Échallens-Bercher (secteur de Vernand)

## Sites touristiques
- Abbaye de Montheron, ancienne abbaye cistercienne.
- Étang de la Bressonne.

## Hautes écoles
- École hôtelière de Lausanne

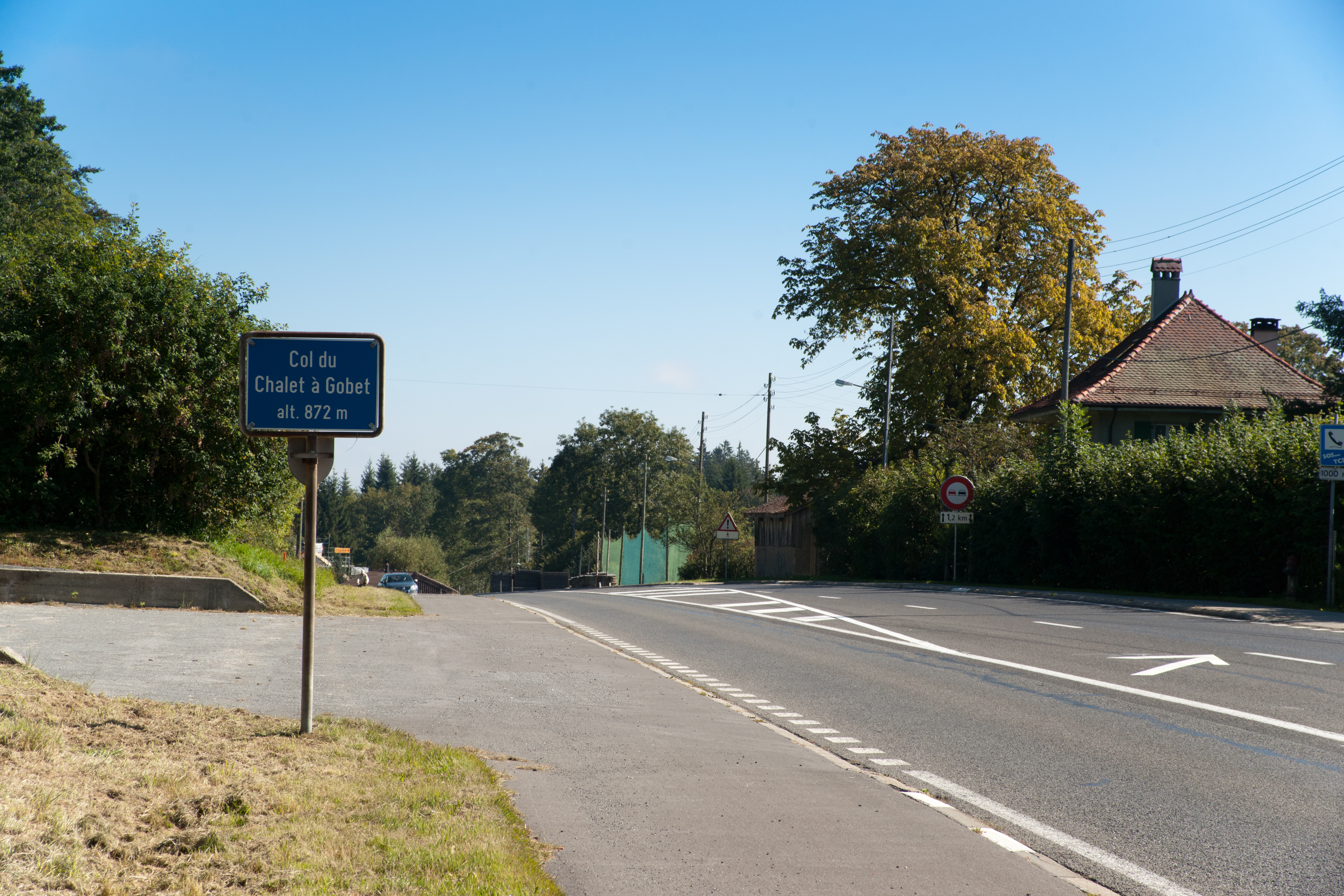
Le Col du Chalet-à-Gobet, point culminant de la commune de Lausanne.
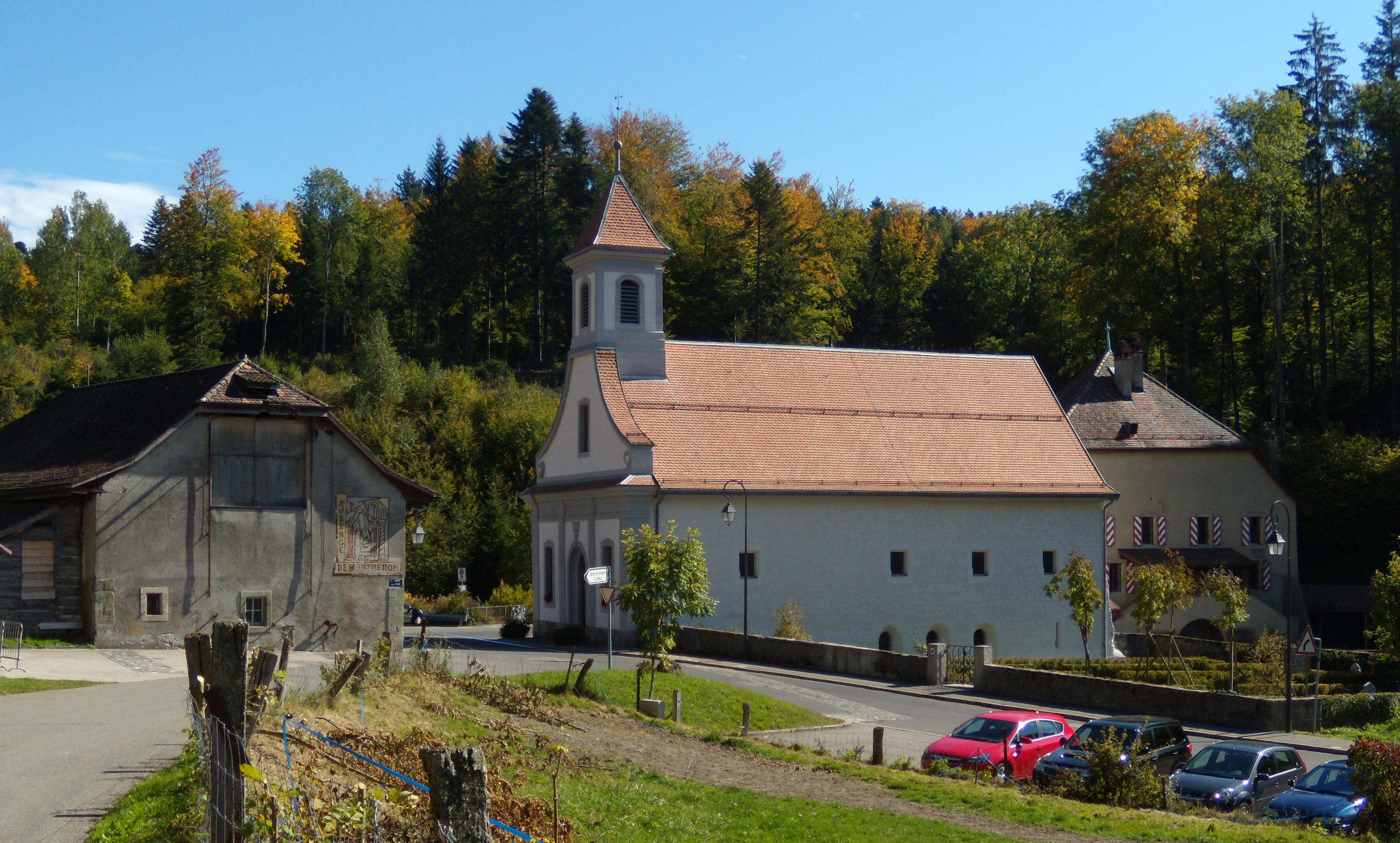
L'abbaye de Montheron.
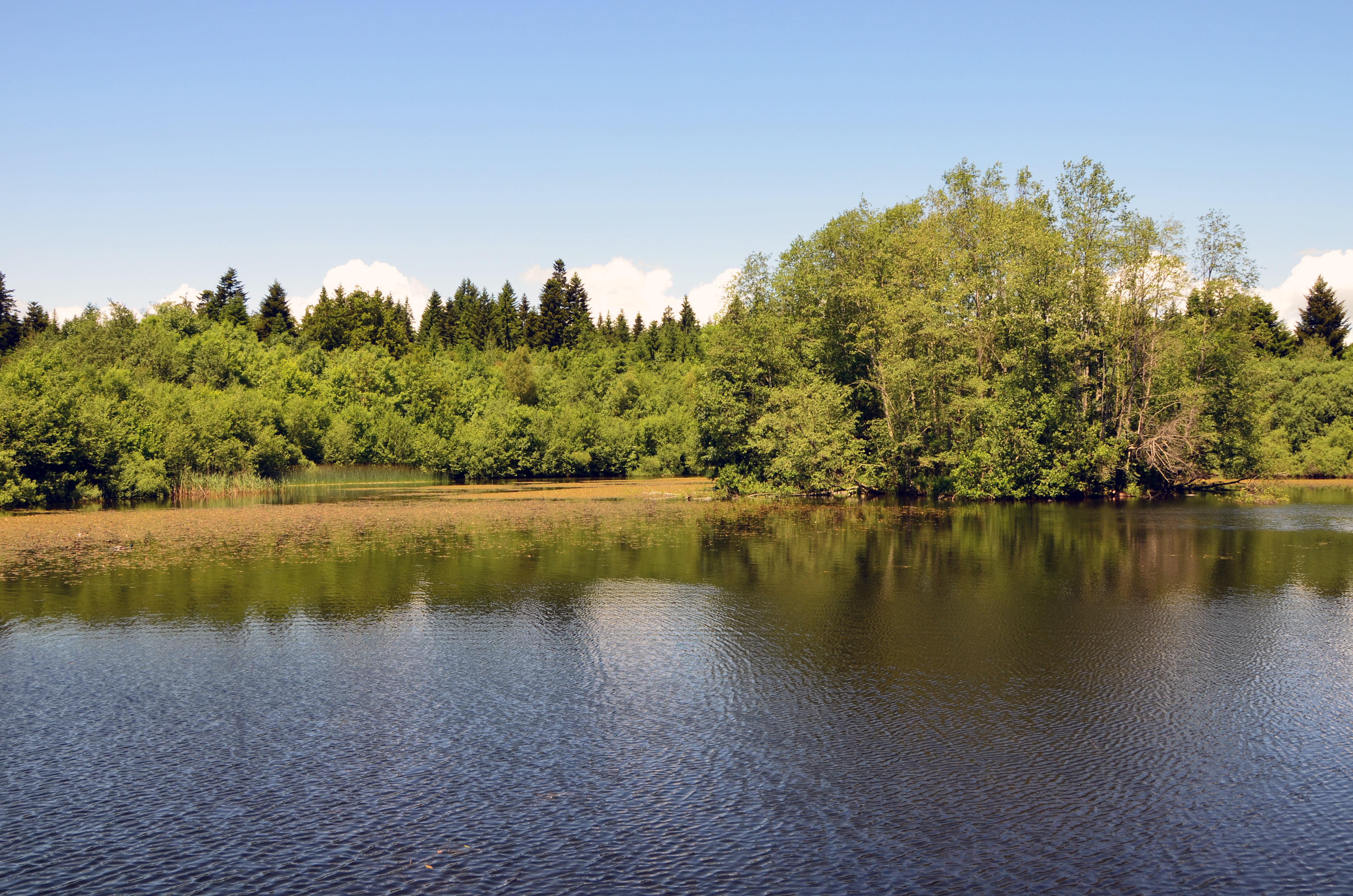
L'étang de la Bressonne.